# میناس توخاتتسی
میناس توخاتتسی (ارمنی: Մինաս Թոխաթցի؛  زادهٔ ح. ۱۵۱۰ - درگذشته ۱۶۲۲؟ ۱۶۲۱ یا ۱۶۲۲) کاتب، شاعر اهل ارمنستان بود.

## زندگی‌نامه
وی در حدود ۱۵۱۰ میلادی در توقات به دنیا آمد .  وی در ؟ ۱۶۲۱ یا ۱۶۲۲ در لویو درگذشت.

## یادداشت
1. ↑  Թոքաթ